# 肛門膿瘍
肛門膿瘍（英語：Anorectal abscess），又稱肛門直腸膿瘍，是肛門直腸化膿性疾病的急性表現，而肛瘻（anal fistula）則通常是其慢性形式。 簡單來說，膿瘍是在肛門或直腸周圍組織中積聚膿液的腔室。

## 病因
大多數肛門膿瘍的成因與肛門腺體（anal glands）及其導管的感染有關，這被稱為「隱窩腺源性假說」（cryptoglandular hypothesis）。 當這些腺體的導管被糞便或其他物質堵塞時，細菌會在腺體內滋生，導致感染和膿瘍形成。 這些膿瘍通常是多種細菌混合感染，包括厭氧菌和需氧菌。
其他較少見的成因包括：
- 免疫抑制狀態（例如糖尿病、HIV感染、器官移植、化療）
- 非典型感染（例如結核病、放線菌病 (actinomycosis)、性病淋巴肉芽腫 (lymphogranuloma venereum)）
- 炎症性腸病（特別是克隆氏症）
- 創傷（例如異物插入）
- 手術後感染（例如肛門直腸、泌尿生殖系統或婦科手術後）
- 惡性腫瘤（例如直腸癌、白血病、淋巴瘤）
- 放射治療
- 肛裂
- 皮膚感染
- 近期有吸煙史[8]

## 分類
肛門膿瘍根據其發生的解剖位置（即涉及哪個肛周或直腸周圍間隙）進行分類。 一個化膿過程可能涉及多個間隙。 主要類型包括：
- 肛周膿瘍（Perianal abscess）：最常見的類型[12]，佔大多數病例（約45%）。[13] 位於肛門邊緣周圍的皮下組織。
- 坐骨直腸窩膿瘍（Ischiorectal abscess）：位於坐骨直腸窩內，此空間較大，可積聚大量膿液。[14] 約佔13%的病例。[15]
- 括約肌間膿瘍（Intersphincteric abscess）：位於內、外括約肌之間的間隙。[16] 約佔11%的病例。[17]
- 提肛肌上膿瘍（Supralevator abscess）：最少見的類型[18]，位於提肛肌之上、骨盆腔之內。[19] 約佔4%的病例。[20]
- 黏膜下膿瘍（Submucosal abscess）：位於肛管或直腸黏膜下方。[21] 非常罕見。[22]
- 肛後深層膿瘍（Deep postanal abscess）：位於外括約肌後方、尾骨前方的肛後深層間隙。[23]

此外，還有一些複雜類型：
- 馬蹄形膿瘍（Horseshoe abscess）：通常起源於後中線的感染腺體，經括約肌間隙和肛後深層間隙擴散至一側或兩側的坐骨直腸窩。[24]
- 浮動肛門（Floating anus）：指膿液在括約肌間、提肛肌上或坐骨直腸窩內環繞肛門擴散。[25]

## 症狀與體徵
所有類型膿瘍的共同症狀通常是疼痛逐漸開始，強度慢慢增加，伴有壓迫感和脹滿感，這種感覺是持續且無法緩解的。 即使沒有明顯的體徵（隱藏性膿瘍），也應考慮膿瘍的可能性。 其他一般症狀包括腫脹，偶爾有發燒。 約有20%至33%的患者報告曾有過類似的肛門直腸膿腫發作史。
不同類型膿瘍的具體表現有所不同：
- 肛周膿瘍：在肛門邊緣可見或觸及一個有壓痛、發紅、有波動感的腫塊。[30] 坐下或排便時疼痛加劇。[31] 患者通常沒有發燒。[32] 可能伴有局部腫脹、充血、硬結。[33] 如果膿瘍已自行破潰，可能會有膿性分泌物流出。[34]
- 坐骨直腸窩膿瘍：如果膿瘍較大，可能表現為臀部單側的大範圍紅腫和硬結。[35][36] 患者有嚴重的臀部疼痛，但皮膚表面的表現可能不明顯。[37] 發燒和白血球增多很常見。[38][39] 大型坐骨直腸窩膿瘍常代表馬蹄形膿瘍的延伸，應尋找後中線的感染源頭。[40]
- 括約肌間膿瘍 和 黏膜下膿瘍：通常沒有外部可見的感染跡象，因為膿瘍局限於肛管內，屬於「隱藏性膿瘍」。[41] 患者感到持續的直腸壓迫感，坐下或用力時有嚴重的直腸疼痛。[42] 直腸檢查可能觸及發紅、疼痛的腫塊，伴有發燒和白血球增多。[43] 由於疼痛劇烈，可能無法進行直腸指檢。[44]
- 提肛肌上膿瘍：患者有嚴重的直腸或臀部疼痛，但沒有外部皮膚跡象。[45] 可能伴有尿瀦留、發燒和白血球增多。[46] 直腸或陰道檢查可觸及壓痛性腫塊。[47][48] 患者可能全身不適。[49] 此類膿瘍可能是括約肌間膿瘍向上延伸，或是由腹腔內或盆腔病變（如闌尾炎、憩室炎、盆腔炎、內臟穿孔）引起的真性盆腔膿瘍。[50]
- 肛後深層膿瘍：這是另一種「隱藏性膿瘍」，臨床評估困難。[51] 視診無炎性皮膚改變。[52] 肛門後方、尾骨前方可能有壓痛。[53] 可能需要針刺抽吸或在麻醉下檢查才能確診。[54]

## 診斷

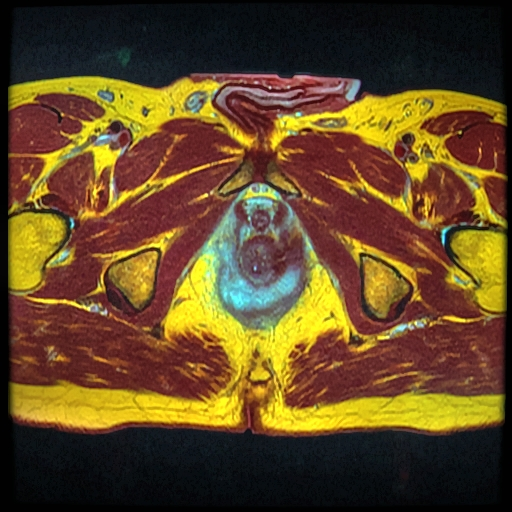
盆腔MRI顯示肛門周圍U形積液，提示肛周膿瘍

診斷主要依賴詳細的病史詢問和仔細的體格檢查。

### 體格檢查
- 體位：檢查時，患者通常採取側臥位（Sims position）或膝胸位。[56]
- 視診：檢查肛門直腸周圍皮膚狀況、衛生情況及任何解剖異常。[57] 尋找腫脹、發紅（hyperemia）、硬結（induration）或波動感（fluctuance）。[58] 讓患者用力（Valsalva maneuver）以觀察是否有直腸或內痔脫垂。[59] 分開肛周皮膚皺褶以尋找隱藏的肛裂。[60]
- 觸診：進行360度直腸指檢，注意男性前列腺和女性子宮頸的情況。[61] 評估是否有壓痛或腫塊。[62] 對於較深的膿瘍（如提肛肌上膿瘍），可能需要通過直腸或陰道檢查觸及壓痛性腫塊。[63][64]
- 針刺抽吸：可用於確認可疑區域是否存在膿液。[65]
- 肛門鏡檢查（Anoscopy）：如果懷疑內部異常，應使用肛門鏡直接觀察肛管內部結構。[66]
- 麻醉下檢查（Examination under anesthesia, EUA）：對於疼痛劇烈無法配合檢查，或懷疑隱藏性膿瘍（如括約肌間、肛後深層膿瘍）的患者，可能需要在全身麻醉下進行檢查以明確診斷。[67]

### 輔助檢查
- 血糖檢測：快速檢測血糖以評估是否存在糖尿病。[68]
- 影像學檢查：
  - 超聲波（Ultrasonography）：經肛門超聲波（Transanal ultrasound）可以描繪肛門括約肌與膿瘍或瘻管的解剖關係。[69] 膿瘍通常顯示為低迴聲區域（hypoechoic defects）。[70] 注射雙氧水作為對比劑可能有助於顯示複雜瘻管。[71] 腹部和盆腔超聲波可用於識別深部膿瘍。[72]
  - CT掃描（Computed Tomography, CT）：對於評估單純的肛門膿瘍作用有限，因為其對括約肌結構的顯示不佳。[73] 但可用於評估提肛肌上膿瘍是否與盆腔病變相關，或評估某些複雜瘻管。[74] 腹部和盆腔CT可用於識別深部膿瘍。[75]
  - 磁力共振成像（Magnetic Resonance Imaging, MRI）：是另一種準確成像方法，尤其適用於評估複雜或復發性瘻管相關的膿瘍。[76]
- 腹部檢查：評估是否有腹腔內受累跡象。[77]

## 鑑別診斷
需要與肛門膿瘍進行鑑別的疾病包括：
- 痔瘡（嵌頓性內痔或血栓性外痔）
- 肛瘻
- 肛裂
- 前哨痔（Sentinel pile）
- 淋病性直腸炎（Gonococcal proctitis）
- 克隆氏症相關的肛周病變
- 化膿性汗腺炎（Hidradenitis suppurativa）
- 直腸重複畸形（Rectal duplication，見於嬰兒）

## 治療
肛門膿瘍的治療應被視為外科急症，主要方法是早期引流（early drainage）。 不應採取保守治療，延誤治療可能導致慢性感染、組織破壞、纖維化和長期功能損害。

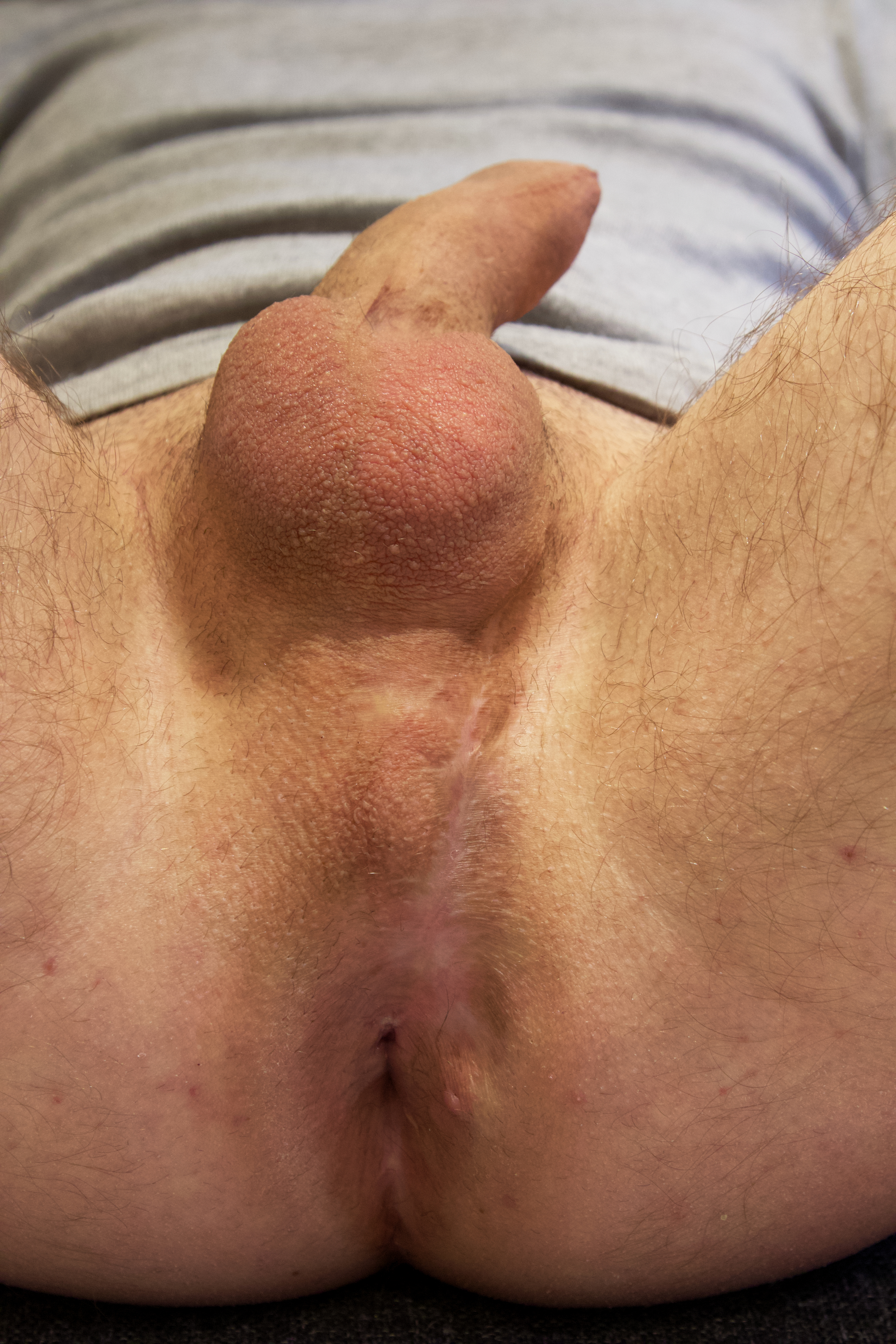
一名27歲男性的會陰部，顯示肛周膿瘍（paraproctitis）手術治療後的疤痕（右側）。

### 手術引流
引流方式取決於膿瘍的類型和患者狀況：
- 肛周膿瘍：對於體積不大於10厘米且無併發症的簡單肛周膿瘍，可在急症室於局部麻醉下進行切開引流。[82][83] 建議作十字形（cruciate）或橢圓形（elliptical）切口，以利於引流。[84][85] 切口應盡量靠近肛緣。[86] 通常會切除部分皮膚邊緣以防過早閉合導致復發。[87] 可能需要程序性鎮靜。[88] 打開所有分隔（loculations）後，一般不需要填塞紗布，以免阻礙引流。[89] 對於免疫功能低下的患者，應在手術室全身麻醉下進行引流。[90]
- 坐骨直腸窩膿瘍：表淺的膿瘍可在急症室引流（但復發率高），較深的膿瘍必須在手術室處理。[91] 需先排除馬蹄形延伸。[92] 在腫脹最明顯處、靠近肛緣作一個或多個切口引流。[93] 對於大的腔洞，可放置引流管（如 de Pezzer 導管）以加強引流。[94] 若有全身感染跡象（發燒、白血球增多），引流時需使用靜脈注射抗生素，術後加用口服抗生素。[95]
- 括約肌間膿瘍：需緊急在手術室引流，並使用靜脈注射抗生素。[96] 引流方式是通過切開覆蓋膿腔的內括約肌（內括約肌切開術, sphincterotomy）來實現。[97] 可將傷口邊緣作造袋縫合（marsupialization）以助止血和引流。[98]
- 黏膜下膿瘍：通過切開膿瘍上方的黏膜進行內部引流。[99] 可作造袋縫合，無需填塞或放置引流管。[100]
- 提肛肌上膿瘍：需緊急在手術室手術，並使用靜脈注射抗生素。[101] 引流路徑的選擇至關重要，取決於膿瘍的來源：若源於括約肌間膿瘍向上延伸，應經直腸引流；若源於坐骨直腸窩膿瘍或經括約肌瘻管向上延伸，應經會陰（經坐骨直腸窩）引流；若源於腹腔或盆腔疾病，可經直腸或經腹引流。[102] 錯誤的引流路徑可能導致難治的肛瘻（如提肛肌上瘻或括約肌外瘻）。[103]
- 肛後深層膿瘍 及 馬蹄形膿瘍：引流肛後深層間隙需作後正中線切口。改良的方法是僅作部分遠端內括約肌切開，同時處理可能存在的肛腺感染源（即一次性瘻管切開術）。[104] 對於馬蹄形延伸至坐骨直腸窩的部分，需在相應皮膚作輔助切口並放置引流物（如引流條或引流管）。[105]

### 抗生素使用
抗生素通常只作為輔助治療，用於以下情況：
- 伴有明顯的周圍蜂窩組織炎
- 患者免疫功能低下（如糖尿病、HIV感染、移植、化療）
- 患者有心臟瓣膜病（二尖瓣脫垂除外）[108]
- 患者有全身感染跡象（如發燒、白血球增多）

常規進行膿液細菌培養的價值有限，因為其預測是否存在瘻管的價值不高。

### 一期瘻管切開術
在引流膿瘍的同時是否進行一期瘻管切開術（primary fistulotomy，即同時處理可能存在的瘻管內口和管道）仍有爭議。
- 支持觀點：理論上可以根除感染源，降低膿瘍復發或形成瘻管的機率。[111] 有研究顯示一期瘻管切開術安全有效，復發率低。[112]
- 反對觀點：急性感染期尋找內口可能困難且有風險；並非所有膿瘍都會形成瘻管，部分患者可能接受了不必要的手術，增加了大便失禁的風險。[113]
- 建議：對於有肛門直腸膿腫復發史，或膿瘍引流時能輕易找到明確內口的患者（尤其坐骨直腸窩膿瘍），可考慮行一期瘻管切開術。[114] 對於肛後膿瘍和括約肌間膿瘍，其標準引流方式本身就包含了瘻管切開術。[115]

### 術後護理
- 坐浴（Sitz baths）：溫水坐浴有助於保持清潔和緩解不適。[116][117]
- 飲食：建議高纖維飲食，保持大便通暢。[118][119]
- 藥物：使用大便軟化劑。[120][121] 避免使用可能引起便秘的鴉片類止痛藥。[122]
- 傷口護理：對於在急症室引流的簡單肛周膿瘍，可能需要48小時後複診更換紗布或檢查傷口。[123]

## 預後與處置
- 對於在急症室成功引流的簡單肛周膿瘍患者，可以出院回家休養。[124]
- 應安排患者在48小時內於急症室或基層醫療醫生處進行覆診，檢查傷口或更換填塞物（如果有的話）。[125]
- 對於所有其他類型的肛門膿瘍（坐骨直腸窩、括約肌間、提肛肌上等），以及免疫功能低下的患者，均應尋求外科醫生會診，並通常需要入院接受手術室引流。[126]
- 膿瘍引流後應密切跟進，觀察是否會發展成肛瘻。[127]

## 併發症
- 復發：膿瘍引流後可能復發。[128]
- 形成肛瘻：部分膿瘍（尤其是隱窩腺源性膿瘍）引流後會形成慢性瘻管，發生率變異較大（文獻報告11%至66%不等）。[129] 坐骨直腸窩膿瘍形成瘻管的風險較高。[130]
- 其他手術相關併發症：包括尿瀦留（最常見）、出血、血栓性外痔、蜂窩組織炎、糞便嵌塞、肛門狹窄、直腸陰道瘻、大便失禁等。[131]

## 特殊情況
- 克隆氏症患者：肛周膿瘍是克隆氏症的常見表現之一。[132] 治療原則是及時引流。[133] 對於複雜情況，長期放置引流管可能是安全有效的，有助於預防復發或避免直腸切除。[134]
- HIV感染者：肛門直腸疾病在HIV陽性人群中較常見。[135] 雖然擔心傷口癒合不良，但有症狀的膿瘍通常仍需手術處理。[136] 治療方案需個體化。術前CD4+細胞計數越低、存在愛滋病或白血球計數低於3000/mm³，傷口癒合不良的風險越高。[137] 對於簡單膿瘍且無高風險因素者，可行切開引流。對於複雜膿瘍或高風險患者，建議使用引流線（seton）以緩解症狀。[138]
- 白血病患者：肛門直腸併發症雖然罕見，但可能危及生命。[139] 由於白血球低下，患者可能只有發燒和肛周疼痛，而無明顯膿腫波動感。[140] 感染通常是多種細菌混合，死亡率可達5%至20%。[141] 儘管過去因擔心感染擴散和癒合不良而避免手術，但目前認為在急性白血病未受控的情況下，進行切開引流似乎是安全的。[142] 治療通常包括坐浴、大便軟化劑、止痛藥和廣譜抗生素，並避免直腸檢查或灌腸。[143]

## 圖庫
肛門膿瘍的其他圖片

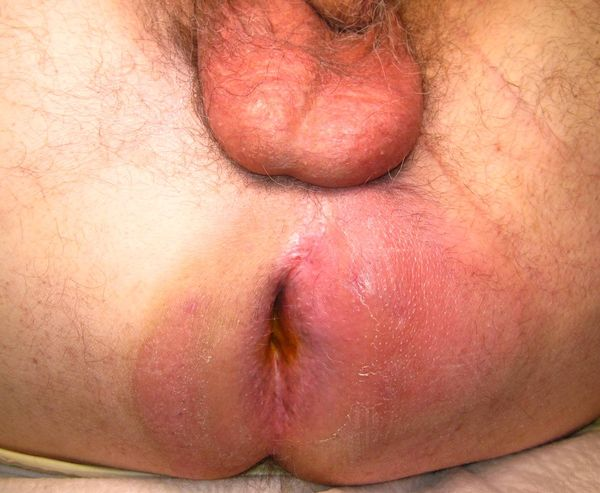
肛周膿瘍